# Facing Death: Epicurus and his Critics
Facing Death: Epicurus and his Critics är en bok från 2004, skriven av James Warren och utgiven av bokförlaget Oxford University Press, som behandlar epikurismens tes att, "döden är ingenting för oss".